# Arheološko nalazište Smilčić
Mjesto Smilčić nalazi se oko dvadeset kilometara istočno od Zadra. U blizini je gradića Benkovca. Mjesto je poznato po velikom i bogatom prapovijesnom arheološkom nalazištu, jednom od najvećih u sjevernom dijelu Dalmacije. Ono se nalazi na oko 2.5 kilometara zapadnije od sela na obradivom lokalitetu poznatom pod imenom Barica, te zauzima površinu od otprilike 1.5 hektara. To je prvo sistematski obrađeni i proučen lokalitet u sjevernom dijelu Dalmacije.

## Neolit
U neolitskom naselju ističu se dva sloja. Jedan pripada kulturi «impresso» keramike, a drugi je Danilska kultura; čineći Smilčić vrlo izdašnim izvorom za tu pretpovijesnu kulturu. Brojni ostaci pronađeni na tom području govore nam o načinu života i važnosti tog naselja. Ono je svojom brojnošću materijala dalo prvu značajnu sliku neolitskog života na ovome prostoru.
Naselje je smješteno na potpuno tipičnom mjestu za neolit. Nalazi se na blagom uzvišenju, blizu je izvora potoka (koji u današnje vrijeme sve češće ljeti presuši) te je u prostoru s velikom količinom obradive i plodne zemlje.
Smilčić kao arheološka lokacija u kojoj ima i ostataka metalnodobskih kultura ima nadregionalnu važnost. Ima karakteristike koje su tipične za onodobna strujanja kakva su bila na Apeninskom i Balkanskom poluotoku (pogotovo na teritoriju Bosne).
Za Smilčić možemo reći kako je to lokacija vrlo velikog značaja i vrijednosti za proučavanje hrvatskog prostora u prapovijesti.
Prva osoba koja je upozorila na postojanje lokaliteta bio je Kažimir Tomić iz Smilčića. 1955. traktorom su preorane dvije njive (Šušak Pavla i Branka). Tada je na površinu izbačena velika količina arheološkog materijala. 1957., 1958. i 1959. izvršena su velika arheološka iskapanja. Drugo je iskapanje (1958.) dalo u uvid da na tom lokalitetu postoje dvije neolitske kulturne grupe. Tu se nalazio i jarak koji se dijagonalno prostirao u smjeru istok-zapad. Bio je zakopan u zdravicu; žutu sigastu pjeskulju i bio dubok do 3 metra. Kulturni sloj smilčićkog lokaliteta dubok je između 50 do 210 cm.
Te dvije kulturne grupe su: kultura «impresso» keramike i Danilska kultura. Vjerojatno nije postojala mješana faza između dviju kultura već su one vremenski odijeljene. Miješanje je nastalo kasnije postankom i samim trajanjem danilske faze. Dokaz za to je da se dijelovi npr. jedne posude mogu naći u sloju s dubinskom razlikom 1 metar, što je očit dokaz da se sloj pomiješao na toj debljini i da nije bio ravan, samo se miješanje nije svugdje jednako intenzivno dogodilo. 
Iz ovoga možemo zaključiti da je smilčićko područje trajno naseljavano različitim narodima i kulturama. Razlog tome leži u činjenici da je Smilčić blizu mora, blizu izvora pitke vode i što je najvažnije nalazi se na vrlo plodnom tlu.
Najstariji su, dakle, tragovi naseljenosti u Smilčiću «impresso» i danilska kultura koja se može podijeliti na četiri stupnja:
1. stupanj ima za karakteristiku kod keramike jednostavnost i siromaštvo oblika. Najčešći motivi su trokut i spirala. Imamo grubu i finu slikanu keramiku koja je obojana svijetlocrvenom bojom. Svi elementi prvog stupnja traju i kroz cijelu danilsku fazu.
2. stupanj ima sve elemente prvog s tim da se obogaćuju i da se javljaju meandrirani oblici ukrašavanja.
3. stupanj ima sve elemnte prvog i drugog stupnja s tim da se javlja niz novih oblika i tehnika ukrašavanja. Novi su elementi antropomorfna i zoomorfna plastika, gruba slikana keramika, sjekire, strelice, opsidijan...
4. stupanj ima sve elemnte prva tri, ali polako nestaje fina keramika te je očita opća degeneracija. Oblici ukrašavanja keramike osirumašuju i brojem i raznolikošću.
Od arhitektonskih ostataka nađeno je ulomaka lijepa s otiskom pruća na raznim dubinama. Neki su ulomci miješani sa slamom. Vjerojatno su se gradile samo nadzemne kuće. Jarci se pružaju kružno i paralelno sa starijim naseljem i vjerojatno su imali obrambenu ulogu.
Ostataka izrađevina od kamena nema mnogo, ali ih ima više nego ostalih materijala. Kamena nema puno ni u samoj okolici. U «impresso» fazi puno je manje kamenih ostataka nego u danilskoj; to su uglavnom nožići, strugala, brusovi i žrvnjevi. Nema glačanog kamena, strelica ni sjekira. U danilskoj je fazi puno više kamenih ostataka koji se dijele na oružje, oruđe i nakit. Većina predmeta je mala i kresana; nožići, strugala, šilci, pilice i strelice. Brušeni (brusovi, žrvnjevi...) i glačani (sjekire, perle, narukvice) bili su rjeđi. Najčešći su mali do 14 cm dugi noževi raznih oblika. Strelice, sjekire i ostali predmeti od opsidijana rijetki su i javljaju se u zadnja 2 stupnja danila.
Koštanih je predmeta nađeno manje i njih je razmjerno više u danilskoj fazi. To su uglavnom gladilice, šila, dlijeta, šiljci i sl.
Predmeta načinjenih od školja nađeno je vrlo malo i očito je da su školjke uglavnom služile za prehranu jer ih je nađeno puno. Koristile su se za ukrašavanje keramike a kasnije, rijetko za narukvice i privjeske za ogrlice.

## «Impresso» faza
Neolitski Smilčić zauzima vrijeme od 3000. do 2500. pr. Kr. «Impresso» faza traje od 3000. do 2900. godine prije Krista.
Najveće obilježje ove faze je keramika. Nje ima najviše među ostacima i ona je odlika ove kulture. Od nje su uglavnom izrađivane posude, iako ima nešto malo i predmeta druge namjene. Većina keramike je ukrašena i to utiskivanjem u površinu predmeta. Najčešće su se utiskivale školjke kojih je bilo u izobilju. Ta tehnika ukrašavanja je vrlo jednostavna i izvodi se prije pečenja. Vrlo se malo keramike iz ove faze može rekonstruirati, no vidljivo je da ima i pravocrtnih ukrasa te udubljivanja ostalih predmeta, a ne samo školjki. Tehnika udubljivanja i pravocrtni ukras razvili su se u samom Smilčiću iz impresso tehnike ukrašavanja, najstarije kulture na Mediteranu.
Oružja je u Smilčiću nađeno jako malo pogotovo u ovoj fazi, i to uglavnom manjih noževa. Razlozi tome su mnogi. Prvi je da su se prema ostacima kostiju i školjaka ljudi koji su tu obitavali hranili mesom stoke koju su uzgajali i plodovima mora (uglavnom školjkama i puževima). Poljoprivreda je zbog plodnog tla također bila razvijena, pa potrebe za lovom nije bilo. Nedostatak kamenja u neposrednoj blizini (u užoj okolici ga ima u izobilju) uzrokovao je da se malo toga proizvodilo od kamena. Oskudica je i broja vrsta i ukupnog broja nađenih materijala.  Samim time, kao i zbog guste naseljenosti, stanovništvo se nije bavilo lovom. Najviše ima ostataka daganja, a vidljivo je i da se stanovništvo bavilo i sakupljanjem i ribolovom jer je more udaljeno samo desetak kilometara od lokacije ranoneolitskog Smilčića. Iz ovoga vidimo da je prehrana bila vrlo raznolika.
Iz ovoga zaključujemo kako su se ljudi tog doba vjerojatno dosta koristili drvom kojeg je, s obzirom na plodnu zemlju, trebalo biti dovoljno.
Zgarišta i ognjišta nije pronađeno mnogo, ali se pretpostavlja da su bila na predodređenim mjestima. Tragova ugljena ima, ali su mali i lako su mogli biti doneseni poplavom ili ostavljeni na tom mjestu kao otpad, jer je očito da se u Smilčiću otpad ostavljao na pojedinačnim određenim mjestima. 
Većih tragova arhitekture nema, pa to ukazuje na činjenicu da je stanovništvo vjerojatno živjelo u nekakvim nadzemnim stambenim jedinicama.
Ukapanje se nije vršilo na jednom mjestu jer nije nađena nikakva velika nekropola. Nađen je jedan dječji kostur u zgrčenom položaju. Leži na dubini od 75 cm, a zbog ulomaka lijepa da se pretpostaviti da se radi o obrednom, žrtvenom pokapanju vezanom uz izgradnju kuće.
Iz ovog se da zaključiti da se pokopanje nije vršilo na skupnom mjestu nego su se mrtvaci vjerojatno pokapali odvojeno na nepoznati način određenim mjestima za vršenje ukopa.
Veze s prekomorskom Italijom vjerojatno su postojale i bile izraženije nego kod mlađe faze. Tragova nekog većeg trgovanja nije nađeno, ali je vjerojatno postojala komunikacija s okolnim područjima. 
Iako iz ovog doba nemamo mnogo ostataka Smilčić definitivno spada među najbogatija nalazišta ranog neolita u zadarskoj okolici te samom kulturom pokazuje na postojanje kulturnih veza i kontakata ovog područja s Mediteranom još u pretpovijesnim razdobljima.

## Danilska faza
Nalazište Smilčić puno je izdašnije kad je riječ o Danilskoj kulturi. Smilčić je jedno od najbogatijih nalazišta te kulture. Iz danilske je faze pronađeno puno više materijala i raznolikiji je.
Danilska faza u Smilčiću traje od 2800. do 2500. godine prije Krista. Pošto ranija faza traje od 3000. do 2900. vidljiv je prekid naseljenosti tog prostora u trajanju od 100 godina.
Keramika danilske faze mnogo je usavršenija nego ona «impresso» faze. Ovdje se diferenciraju dvije grupe keramike, odnosno dvije tehnike izrade: gruba keramika i fina keramika.
Gruba keramika izrađivala se od bolje pročišćene zemlje miješane s manjom ili većom količinom obično sitno tučenog kristalnog vapnenca. Veće je kvalitete nego keramika prijašnje faze. Po kvaliteti je između «impressa» i fine keramike. Ovaj je tip keramike vrlo dobro uglačan, a ponekad je i poliran do sjaja. Velika je količina crno polirana najčešće sa spiralnim ukrasom. Uglavnom su ovalnog oblika i djele se na tri vrste: zdjele, čaše i lonce. Među zdjelama je zastupljeno mnogo tanjura, ali ima mnogo varijanti različitog keramičkog materijala. Za ovaj tip keramike može se još i navesti da je bila vrlo bogato ukrašena raznim tehnikama ukrašavanja kao što su: inkrustracija, udubljivanje, urezivanje, žigosanje, bojanje itd. Uglavnom se ukrašava gornji dio ili cijela posuda (pogotovo kod kultnih posuda), a ponekad se bojaju i noge posude. Ukrasi su različiti: spiralni, mrežasti, trokutasti i mnogi drugi; gruba keramika bogatija je po broju vrsti ukrasa od kasnije fine keramike.
Fina se keramika od grube razlikuje u nekoliko elemenata. Prvi je tehnika izrade jer je napravljena od vrlo kvalitetne odlično pročišćene i dobro pečene gline (pečenje se vjerojatno izvodilo u pećima) bez ikakvih primjesa. Drugi element je brojnost jer je fina keramika vrlo rjeđa od «impresso» i grube keramike. Treći element je manja količina ukrasa na posudama fine keramike. One su obojane i imaju motive i iznutra. Najčešći motivi su : rombovi, romboidi, cik-cak linije i spirale. Svi su šrafirani osim spirale. Najčešće posude su: bikoničke zdjele, zvonolike šalice i zdjele te ostalo slično posuđe.
Iz ovoga zaključujemo da je u danilskoj fazi postojala bogata keramika koja je svjedočanstvo o bogatom i živom prostoru u tom dobu.
Iako je oružja i u ovoj fazi malo očito je da ga ima više. Sad imamo sjekire, nožiće (od kojih neki imaju i stranu za piljenje), nekoliko strelica i sl.
Prehrana je bila raznolika i vrlo slična ranijoj fazi, iako je očito da se koristio i lov. On nije bio razvijen kao u okolnim brdskim i planinskim prostorima, što zbog nizinskog reljefa, što zbog izobilja druge hrane.
Kad se pogleda sastav nađenih kostiju 94% pripada ovci ili kozi, 2.8% govedu i 1.3% svinji. To su sve uzgojne životinje. Od lovnih najviše ih pripada zecu (13 kostiju), zatim jelenu (9) i srni (8). Pticama pripada 34 kosti dok psu pripadaju 3 kosti i jazavcu jedna. Dakle, lov s ukupnim udjelom od oko 2% kostiju daje do znanja da ga je bilo, ali da nije imao veću važnost u prehrani.
U ovoj je fazi što je značajno osim mnogo noževa i nožića pronašlo i nekoliko žlica, te također posuda za koje se može utvrditi da su bili tanjur ili nešto slično tome. Također ima puno ostataka lonaca. Ovo nam skupa s analizom kostiju daje puno vrijednih informacija vezanih uz prehrambene navike stanovnika na tim prostorima.
I ova je kultura kao i ona prethodna vjerojatno živjela u nadzemnim nastambama, pa većih arhitektonskih tragova nema. Postoje tragovi koji bi mogli označavati kuće, ali oni mogu biti i druge namijene.
Također nije pronađeno ni ljudskih kostiju, niti bilo kakvih tragova nekropole kao ni u prethodnoj fazi.
Iako veze s prekomorskim prostorima vjerojatno nisu toliko jake kao kod ranije faze ima puno dokaza da su one postojale.
Neki znanstvenici tvrde da je fina slikana keramika danilskog tipa najsličnija onoj grupi Ripoli u Italiji. Gruba keramika također je slična onoj u Italiji, ali se za nju sa sigurnošću može reći kako je izrađena u Smilčiću. No za finu keramiku to se ne može reći sa sigurnošću. Ona je mogla biti i importirana bilo iz Danila, Ripolia ili nekog grada na hrvatskoj ili talijanskoj obali.
Sve u svemu za Danilsku kulturu možemo reći da je najsličnija kulturama jugoistočne Italije.

## Zaključak
Nalazište Smilčić jedno je od najznačajnijih arheoloških nalazišta u Zadarskoj županiji. To je vrijedan neolitski lokalitet koji nam daje, iako malen, ipak značajan uvid u život neolitskog čovjeka na našim prostorima.
Nažalost mi prapovijest našeg prostora ne poznajemo dovoljno dobro. Mnogo je toga još uvijek nepoznanica, a razlog tomu su, naravno, nedostatak novčanih sredstava, Domovinski rat i mnogo društvenih i gospodarskih «gorućih» problema.
Poznavanje načina života ljudi u prapovijesti nekog prostora nema samo arheološku i povijesnu vrijednost već je to dio ukupne kulturne baštine neke države. Upravo proučavanje materijalnih ostataka nekih kultura čije granice često «bezobzirno» prelaze današnje političke granice može potaknuti veću međunarodnu suradnju i to ne samo na arheološkom polju.
Ne možemo proučavati povijest bez prapovijesti, a to se može izbjeći samo većim proučavanjem prapovijesnih kultura kojih na našim prostorima raznolike i ima ih u izobilju.
Važnost lokaliteta Smilčić značajno je za kulturno naslijeđe ovog kraja i ono nam govori kako je ovaj prostor i u prapovijesti bio pogodan za naseljavanje i življenje. Blizina regionalnog središta Zadra i blizina institucijama u ovom gradu dodatni je bonus. 
Smilčić je važan lokalitet koji se spominje u većini knjiga o prapovijesti hrvatskog prostora.